# Qt (소프트웨어)
Qt는 컴퓨터 프로그래밍에서 GUI 프로그램 개발에 널리 쓰이는 크로스 플랫폼 프레임워크이다. 서버용 콘솔과 명령 줄 도구와 같은 비GUI 프로그램 개발에도 사용된다. 그래픽 사용자 인터페이스를 사용하는 경우에는 Qt를 위젯 툴킷으로 분류한다. 회사 내부에서는 Qt를 "cute"로 발음하고 있으며 비공식적으로는 "큐티"로 발음한다. Qt는 KDE, Qtopia, OPIE에 이용되고 있다,
노르웨이 회사 트롤텍에 의해서 개발되었다. 2008년 1월에는 노키아에 인수되었다. 이후, 2012년 8월에 핀란드 회사 Digia에 인수되었다.
Qt는 C++를 주로 사용하지만, 파이썬, 루비, C, 펄, 파스칼과도 연동된다. 수많은 플랫폼에서 동작하며, 상당히 좋은 국제화를 지원한다. SQL 데이터베이스 접근, XML 처리, 스레드 관리, 단일 크로스 플랫폼 파일 관리 API를 제공한다.

## 종류
Qt는 다음 플랫폼으로 개발된다.
- 리눅스/X11 — X 윈도 시스템(유닉스 / 리눅스)을 위한 Qt
- 맥 OS X — OS X을 위한 Qt
- 윈도 — 마이크로소프트 윈도우를 위한 Qt
- 임베디드 리눅스 — PDA, 스마트폰 등의 임베디드 플랫폼을 위한 Qt
- 윈도 CE — 윈도우 CE 등을 위한 Qt
- 심비안 - 심비안을 위한 Qt
- 마에모- Maemo를 위한 Qt

각각 플랫폼에는 세 종류의 에디션이 있다.
- GUI 프레임워크 — 네트워크와 데이터베이스를 제외한 순수 GUI 개발 에디션.(데스크톱 라이트-Desktop Light-라고도 불린다.)
- 풀 프레임워크 — 상업용 개발을 위한 완전한 에디션.
- 오픈 소스 — 오픈 소스 개발을 위한 완전한 에디션.

### 비주얼 스튜디오 및 볼랜드 C++ 빌더 지원
Q../Free 프로젝트는 몇몇 패치 를 내어 놓았다. 이 패치는 비주얼 스튜디오 및 볼랜드 C++ 빌더 지원을 Qt/Windows 오픈 소스 에디션에 추가한다.

## 현재
트롤텍은 Qt 4를 2005년 6월 28일에 내 놓았으며 다섯 가지의 중요한 새 기술을 추가하였다.
- 튤립(Tulip) - 템플릿 컨테이너 클래스 모음.
- 인터뷰(Interview) - 항목 보기를 위한 모델/뷰 아키텍처.
- 아서(Arthur) - 2차원 그리기 프레임워크.
- 스크라이브(Scribe) - 낮은 수준의 텍스트 레이아웃을 지원하는 유니코드 텍스트 렌더러.
- 메인윈도(MainWindow) - 액션 기반의 메인 윈도, 도구 모음, 메뉴, 도킹 아키텍처.

Qt 4는 모든 플랫폼에서 GPL, LGPL과 상용 라이선스 세 종류로 제공된다. 하지만 Qt/Windows 3.3 이하는 상용 라이선스만으로 제공된다.
2005년 12월 19일에 출시된 Qt 4.1은 SVG Tiny 지원을 추가하였고, Qt 인쇄 시스템에 PDF 백엔드를 추가했다. 또한 이 곳에서 추가적인 기능을 확인할 수 있다.

## 역사
하버드 노드(Haavard Nord)와 에이릭(Eirik Chambe-Eng, Qt의 원 개발자이자 현재 트롤텍의 CEO) 둘은 1991년 Qt의 개발을 시작했다. 이 회사의 이름은 퀘이사 테크놀로지스(Quasar Technologies)로 시작해서, 트롤 테크(Troll Tech), 트롤테크(Trolltech)로 바뀌어 갔다. 하버드의 이맥스 글꼴 중 Q라는 글자가 예뻐 보였고, t는 X 툴킷 Xt에서 따 와서 Qt라는 이름을 붙였다.
1998년 KDE가 리눅스 데스크톱 환경으로 많이 사용되면서 논쟁이 시작되었다. KDE는 Qt를 사용하고, 많은 오픈 소스나 자유 소프트웨어에 연관된 사람들이 그들의 운영체계의 주된 부분이 상용 소프트웨어라는 것에 우려를 표했다. 이것은 두 결과를 가지고 왔다. 하나는 하모니 툴킷이라고 하는 자유 소프트웨어로 된 Qt의 복제품이었고, 또 다른 하나는 KDE를 대체할 수 있는 그놈 데스크톱이었다. 그놈은 김프를 위해서 작성된 GTK+를 사용했고, 그것은 자유롭게 사용 가능했기 때문이다.
버전 1.45까지 Qt의 원본 코드는 FreeQt 라이선스로 공개되었다. 하지만 자유 소프트웨어 재단은 수정된 버전을 재배포할 수 없었기 때문에 이것이 오픈 소스의 정신에 부합된다고 생각하지 않았다. Qt 2.0이 나오면서 Q 퍼블릭 라이선스로 공개되었다. 이것은 자유 소프트웨어 라이선스이지만 자유 소프트웨어 재단에서는 GPL과 호환될 수 없다고 하였다. KDE와 트롤텍 사이에서 트롤텍이 파산을 해도 Qt가 QPL보다 더 제약 사항이 많은 라이선스로 바뀌는 것을 막기 위해서 KDE 자유 Qt 재단 을 만들었다. 이 재단에서는 Qt의 오픈 소스 버전이 12개월 동안 공개되지 않는 경우 Qt가 자동으로 BSD 라이선스로 전환하도록 한다.
Qt의 초기 버전은 유닉스용 Qt/X11, 윈도용 Qt/Windows 두 가지 플랫폼만 지원했다. 윈도용은 상업적 라이선스로만 사용할 수 있었다. 2001년 말 Qt 3.0이 나오면서 맥 OS X 지원이 추가되었다. Mac OS X 지원은 2003년 6월 Qt 3.2의 GPL 버전이 OS X을 지원하기 전까지는 상용으로만 사용할 수 있었다.
2002년 KDE on Cygwin 프로젝트의 회원들이 GPL로 공개된 Qt/X11 코드를 윈도우에서 사용할 수 있도록 포팅 작업을 하고 있었다.  보관됨 2010-07-31 - 웨이백 머신 이것은 윈도가 오픈소스 환경이 아니기 때문에 트롤텍이 Qt/Windows를 GPL로 공개하지 않았기 때문에 시작되었다.  이 프로젝트는 상용화 단계에 들어갈 수 없었지만 많은 성공을 거두었다. Qt/Windows 4가 2005년 6월 GPL로 공개되면서 존재할 필요가 없어졌다. Qt 4부터는 상용 에디션과 오픈소스 에디션 간의 플랫폼 차이가 없다.

## 디자인

### 클래스 디자인
Qt 4.0 기준으로 다음과 같은 클래스로 나뉘어 있다.
- QtCore – 핵심 클래스
- QtGui – 그래픽 사용자 인터페이스 구성요소
- QtNetwork – 네트워크 구성요소
- QtOpenGL – OpenGL 구성요소
- QtSql – SQL 데이터베이스 구성요소
- QtSvg – SVG 그림 구성요소
- QtXml – XML 파서 구성요소
- QtDesigner – Qt 디자이너를 위한 클래스
- QtUiTools – Qt 디자이너 폼을 다루는 클래스
- QtAssistant – 온라인 도움말을 위한 클래스
- Qt3Support – Qt 3 호환성 클래스
- QtTest – 프로그램 테스트를 위한 클래스

Qt 라이브러리를 사용하는 데 도움을 주는 도구는 다음과 같다.
- Qt-Creator - IDE 툴로 개발 및 디버깅 문법검사를 지원한다.
- Qt-Designer – Qt 프로그램의 폼을 작성해 준다.
- Qt-Assistant – 온라인 문서를 제공한다.
- Qt-Linguist, lupdate und lrelease – 프로그램의 지역화를 도와 준다.
- qmake – (qmake 참고)
- moc – Qt 메타 정보 컴파일러
- uic – Qt 폼 컴파일러 (.ui -> .h)
- rcc – Qt 리소스 컴파일러1

1. 현재 Qt는 리소스를 자체적으로 지원하는 윈도나 OS X에서 그 기능을 사용하지 않는다.
Qt가 처음 나왔을 때의 디자인적인 혁명은 다음과 같다.

### GUI의 완전한 추상화
Qt는 자체 페인팅 엔진과 컨트롤을 사용하며, 실행되는 플랫폼의 모습을 최대한 따라한다. 따라서 Qt는 플랫폼에 의존적인 코드를 거의 사용하지 않았으므로 서로 다른 플랫폼으로 이식하는 것이 쉬웠다. 하지만 이 방법은 서로 다른 플랫폼의 모습을 정교하게 따라하도록 해야 하는 것이다. 최근 버전의 Qt는 서로 다른 플랫폼의 자체 API를 사용해서 Qt 컨트롤을 그리므로 최근의 Qt에는 적용되지 않는다. wxWidgets 같은 다른 플랫폼에 의존하는 함수를 사용하는 그래픽 툴킷들은 그 나름대로의 디자인을 가지고 있다.

### 메타 오브젝트 컴파일러
약칭 "moc" 로 알려져 있는 이 프로그램은 Qt에서 사용되고 있는 비표준적인 메타데이터들을 처리하기 위한 도구이다. 일례로 Qt에서 사용하고 있는 이벤트 처리방식인 시그널-슬롯 방식은 표준 C++ 처리방식이 아니다.
이러한 비표준적인 방식을 사용하는 것에 대해 기존의 C++ 사용자들의 비판이 일었다. 또한, 매크로를 기반으로 한 구현은 타입 안전성과 네임스페이스 오염을 유발할 수 있다고 한다.
하지만 이러한 비판에 트롤텍은 Qt의 첫 출시될 당시에는 템플릿 구현에 있어서 컴파일러 간에 차이가 있었을 뿐 아니라 시그널-슬롯의 동적생성 및 RTTI에 있어서 이러한 구조를 사용할 필요가 있다고 주장했다.

## 사용하는 곳
Qt는 다음 프로그램 및 환경에서 사용된다.

### Qt
- 다음 클라우드(Daum Cloud)
- KDE

### Qtopia
- 샤프 자우루스
- i-Station T43 PMP
- 모토로라 E680/A780 휴대폰

그 밖의 정보는 를 참고하기 바란다.

## Hello World 프로그램
```
#include
 
<QtGui>

#include
 
<QLabel>

int
 
main
(
int
 
argc
,
 
char
 
*
argv
[])

{

    
QApplication
 
app
(
argc
,
 
argv
);

    
QLabel
 
label
(
"Hello, world!"
);

    
label
.
show
();

    
return
 
app
.
exec
();

}

```

## 텍스트 편집기
QT 크리에이터(creator)에는 기본적으로 GCC 64bit c++과 cmake를 지원하는 안정된 텍스트 편집기(text editor) 클래스(class)를 오픈소스로 이미 구현하여 내장시켜 배포하고 있다. 이러한 가이드 방침에서 처음 QT를 시작하는 프로그래머들이 그들만의 GUI 텍스트 편집기(text editor)를 만들어 볼 수 있도록 샘플 소스코드 예제 또한 함께 제공하고 있다.

## 같이 보기
- GTK